# Головацкий, Николай Никитич
Николай Никитич Головацкий (1912—1996) — председатель колхоза «40 лет Октября» Панфиловского района Алма-Атинской области, дважды Герой Социалистического Труда (1966, 1985), заслуженный работник хозяйства Казахстана (1973).

## Биография
Родился 5 марта 1912 года в городе Житомире Волынской губернии.
В 1938—1943 годах председатель колхоза «Красный Восток» Панфиловского района Алматинской области. В 1943—1950 годах директор подсобного хозяйства. В 1950—1992 председатель колхоза «40 лет Октября» в Панфиловском районе бывшей Талдыкорганской области.
Указом Президиума Верховного Совета СССР от 23 июня 1966 года удостоен звания Героя Социалистического Труда за «успехи, достигнутые в увеличении производства и заготовок пшеницы, ржи, гречихи, риса, других зерновых и кормовых культур и высокопроизводительном использовании техники» с вручением ордена Ленина и золотой медали «Серп и Молот» (№ 13867). Этим же указом званием Героя Социалистического Труда была награждена труженица колхоза «40 лет Октября» звеньевая Мариям Аскаровна Ниязова.
Указом Президиума Верховного Совета СССР от 17 января 1985 года удостоен звания Героя Социалистического Труда за «выдающиеся успехи, достигнутые в развитии сельскохозяйственного производства, досрочное выполнение планов одиннадцатой пятилетки по производству и продажи государству зерна, мяса и другой продукции» с вручением ордена Ленина и золотой медали «Серп и Молот» (№ 196).
Член КПСС. Делегат XXII съезда КПСС. Депутат Верховного Совета СССР в 1962—1966 и 1979—1984 годах.
Умер 21 марта 1996 года. Похоронен в Жаркенте.

## Награды
- дважды Герой Социалистического Труда (23.06.1966, 17.01.1985)
- шесть орденов Ленина (в том числе 23.06.1966, 17.01.1985)
- орден Октябрьской Революции
- орден Трудового Красного Знамени
- медали

## Память
О Головацком снят документальный фильм «Союз хозяев земли» — 1990, Студия ЦСДФ (РЦСДФ).
12 мая 1997 года Постановлением Правительства Казахстана имя Николая Головацкого было присвоено школе-гимназии города Жаркент Панфиловского района Алматинской области.